# 公共データ利用規約

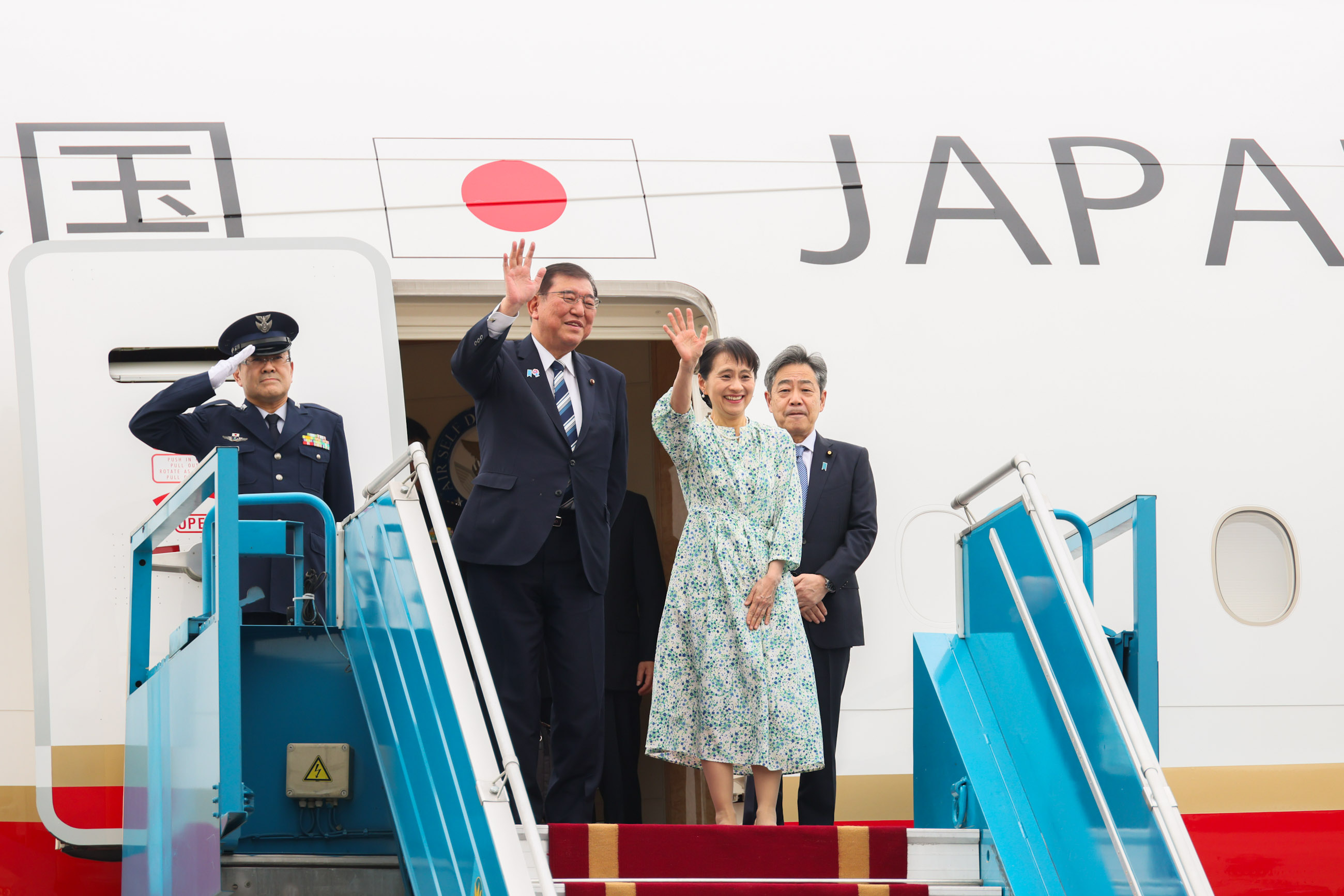
公共データ利用規約（第1.0版）の規約により首相官邸のXアカウントからウィキメディア・コモンズで二次利用されている画像の例（政府専用機から降りる石破茂首相と佳子夫人の写真）

公共データ利用規約（こうきょうデータりようきやく、英語: Public Data License）とは、2024年にデジタル庁が作成した日本国政府や地方公共団体などの公的機関のウェブサイトの利用規約の本文である。公的機関のウェブサイトのコンテンツを別の利用ルールが適用されるコンテンツを除いて自由に複製、公衆送信、翻訳・変形などを行えるようにする。
従来の政府標準利用規約（第2.0版）を改訂した利用規約であり、引き続き「クリエイティブ・コモンズ 表示 4.0 国際 パブリック・ライセンス」（CC BY 4.0）との互換性がある旨が記載されている。

## 概要
従来の政府標準利用規約では雛形を各府省が書き換えて利用する方法が取られていたが、公共データ利用規約では本文は同一の内容を参照し、個別に規定する必要がある部分だけを別紙として規定するように改善された。これにより、公的機関ごとの利用規約の共通部分と独自部分を把握しやすくなった。
政府標準利用規約は国の各府省での利用を想定したものであったが、地方公共団体でも政府標準利用規約が利用され始めていることを踏まえて、公共データ利用規約では地方公共団体での利用も想定した規定に改訂している。

## 沿革
- 2024年（令和6年）7月5日 - 2013年6月25日の各府省情報化統括責任者（CIO）連絡会議決定を改正して第1.0版が決定される[4]。

## バージョン

### 第1.0版
公共データ利用規約（第1.0版）は政府標準利用規約（第2.0版）の利用が広がった結果、以下のような課題やニーズが生まれたことを踏まえて作成された。
- 政府標準利用規約は地方公共団体でも利用され始めていたが、政府標準利用規約の本文や解説書が地方公共団体での利用を想定したものではなかったので、地方公共団体でも利用できるかが不明瞭だった。
- 政府標準利用規約の雛形を書き換える方法は公的機関ごとに異なる政府標準利用規約ができることになり、利用規約を確認する場合に全体を比較、精査しないと公的機関ごとの利用規約の違いが分からない。
- 政府以外でも利用できる利用規約として名称を適切なものに変更する必要がある。
- 利用規約の略称があると利便性が高まる。

公共データ利用規約（第1.0版）は政府標準利用規約（第2.0版）から以下のような変更が行われた。
- 公共データ利用規約が適用されるコンテンツを「本コンテンツ」と呼称するようにし、適用されないコンテンツと区別しやすくして、その旨を明示した[5]。
- 各公的機関が適当と考える出典の記載方法が既定の記載例と異なる場合に「公共データ利用規約（第1.0版）に関する重要情報」（別紙）で記載例を規定するようにした[6]。別紙に記載例が規定されている場合は利用者はそちらを利用する[6]。政府標準利用規約では本文中の記載例を各府省が適当と考える表記に直接書き換えることになっているが[7]、公共データ利用規約では本文中の記載例は書き換えずに既定の記載例と異なる表記が必要な場合に別紙で規定するように変更された[6]。
- 政府標準利用規約では別紙に記載すべき事項[注釈 1]がある場合は本文を書き換えてそれらに誘導するとされているが[注釈 2][8]、公共データ利用規約では本文中にそれらがある場合は別紙に記載されている旨の文章が追加され、その部分は書き換えないように変更された[9]。
- 政府標準利用規約と公共データ利用規約のどちらも利用ルールが適用されないコンテンツ[注釈 3]がある場合は別紙に記載することとされているが、公共データ利用規約では政府標準利用規約にあったそれらを利用ルールの末尾に別紙として列挙することを要請する旨が削除された[10][11]。
- 利用ルールによるコンテンツの利用と公共データ利用規約に関する紛争についての規定で、各府省に加えて地方公共団体も想定した規定が追加された[注釈 4][12]。
- 免責条項に各府省に加えて地方公共団体も想定した規定が追加された[13]。
- ウェブサイト全体についてのリンクポリシー、プライバシーポリシー、アクセシビリティや免責事項について、公共データ利用規約の内容と矛盾しない限りは各府省や地方公共団体で自由に定めることができる規定が追加された[14]。
- 公共データ利用規約が地方公共団体の提供するコンテンツにも適用可能な旨の規定が追加された[14]。
- 公共データ利用規約がウェブサイト全体だけではなく個別のコンテンツに適用されうる旨の規定が追加された[14]。
- 利用規約名の表記での利便性のために「公共データ利用規約（第1.0版）」を「PDL1.0」とも表記できる旨の規定が追加された[注釈 5][14]。